# ŠK Zrinski Daruvar
ŠK Zrinski je bivši nogometni klub iz Daruvara.

## Povijest
Klub je osnovan 1929. godine. Klupske boje bile su crvena, a po potrebi i bijela.
Kako su pojedini članovi uprave kluba bili simpatizeri komunističke partije, klub se profilirao kao klub lijevo orijentiranih članova. Početkom 1932. godine klub je uputio molbu za učlanjenje u Zagrebački nogometni podsavez. Klub je primljen za redovitog člana JNS-a krajem svibnja 1932. godine.
Prvi registrirani igrači kluba bili su:
Milivoj Sudar, Josip Kopriva, Ivan Imbrišak, Filip Schweitzer, Josip Kazimir, Franjo Drahnik, Ivan Hinek, Josip Ambroš, Franjo Štefša, Vladimir Ray, Petar Kapetanović, Đuro Sudar, August Čukel, Josip Grof, Vjekoslav Murović, Ivo Kiš, Jakob Vlašić, Miroslav Ećimović i Josip Petran.
Zbog više odigravanja utakmica s neregistriranim igračima klub je bio u više navrata suspendiran. Posljednja suspenzija iz 1938. godine trajala je gotovo godinu dana, a klub je u tom razdoblju igrao Klub je početkom 1940. zbog neispunjavanja uvjeta, nepokoravanja pravilima i neodgovaranja na službene dopise ugašen.

### Članci
- Ambroš, Davor. 2022. Prvi daruvarski nogometni klubovi. Zbornik Janković. Ogranak Matice hrvatske u Daruvaru. Daruvar. 6 (7): 49–76